# Czersk
Czersk – miasto w południowej części województwa pomorskiego, w powiecie chojnickim, siedziba gminy miejsko-wiejskiej Czersk. W latach 1975–1998 miasto administracyjnie należało do woj. bydgoskiego.
Czersk uzyskał lokację miejską w 1382, zdegradowany w 1772. Miasto królewskie położone było w II połowie XVI wieku w powiecie tucholskim województwa pomorskiego. Prawa miejskie od 1 lipca 1926.

## Nazwa
Pod zaborem pruskim miasto nosiło nazwę Polnisch Czersk – Czersk Polski, którą notuje Słownik geograficzny Królestwa Polskiego wydany w latach 1880–1902. Podczas okupacji niemieckiej nazwę zmieniono na Heiderode
Spis geograficzno-topograficzny miejscowości leżących w Prusach z 1835, którego autorem jest J.E. Muller notuje obecnie używaną, polską nazwę miejscowości Czersk wraz z niemieckim dodatkiem – Polnisch.

## Historia

### Starożytność
Osadnictwo w Czersku i okolicach ma swoją genezę w kulturze wschodniopomorskiej. Znaleziska archeologiczne wskazują na to, iż na przełomie naszej ery z Tucholi przez Czersk, Rytel i Chojnice do Bałtyku biegła odnoga szlaku handlowego. Z tego okresu pochodzą także Kamienne Kręgi w Odrach.
W Czersku ustalono stanowiska archeologiczne z wczesnej epoki żelaza (ok. 500 p.n.e. – ok. 125 p.n.e.).

### Średniowiecze
Odkryto ślady osadnictwa wczesnośredniowiecznego (VII-XIII wiek) choć rozwijało się ono mało intensywnie ze względu na niekorzystne położenie geograficzne tej krainy. W XII wieku Czersk wchodził w skład tzw. Zaborów, czyli obszarów leżących za borami, a te z kolei w skład kasztelanii raciąskiej. Podczas panowania książąt pomorskich osada była urządzona na prawie polskim. Pierwsze wzmianki pochodzą z 1330. Za panowania Krzyżaków, od 1309 Czersk i jego okolice należały do komturstwa tucholskiego.
W czasach wojny trzynastoletniej (1454–1466) okoliczni Borowiacy dostarczali żołnierzom Kazimierza IV Jagiellończyka znaczne ilości prowiantów i za to otrzymali od króla przywilej o charakterze miejskim. Po zawarciu II pokoju toruńskiego Czersk wrócił do Polski i stał się królewszczyzną (wsią królewską). Czersk należał wtedy do starostwa tucholskiego i był siedzibą sądu bartnego. W 1565 w Czersku była karczma, młyn wodny o jednym kole napędowym oraz kościół. Ludność trudniła się bartnictwem, co wynikało z dużego zalesienia okolic. Staroście bartnemu – Jakubowi Glusowi – podlegało 24 bartników z „puszczy czerskiej”. Ze względu na postępujący wyrąb puszczy następował upadek bartnictwa. Bartnicy skarżyli się:

Bartnicy puszczczej mianowitej na dzierżawcę kiszewskiego, iż jemu jem puszczą wyrąbał do Gdańska na flis i szkodę temu w ich barci poczynił, gdzie jeśli tak dłużej będzie, nielza, iż muszą być puste barcie

W XVII wieku we wsi powstał browar i Czersk stał się siedzibą tzw. Ekonomii Czerskiej, która była dzierżawiona m.in. przez Raczyńskich herbu Nałęcz, Kilińskich herbu Junosza, a od połowy XVII wieku przez Łukowiczów, którym nadano Ekonomię w wieczyste użytkowanie.

### Potop szwedzki
W latach 1655–1660 Czersk podupadł, w wyniku zniszczeń wojennych Potopu szwedzkiego. Miejscowa ludność wraz z proboszczem – ks. Gradzikowskim – musiała kryć się przed Szwedami w pobliskich lasach. Dla odbudowy zrujnowanego miasta przyczynić się miało uzyskane od króla Stanisława Augusta Poniatowskiego prawo odbywania jarmarków w Czersku.
W administracji kościelnej Czersk wraz ze Starogardem stanowił odrębny dekanat z siedzibą w Czersku. W wieku XVII i XVIII w Czersku istniała szkółka parafialna.

### Zabór pruski

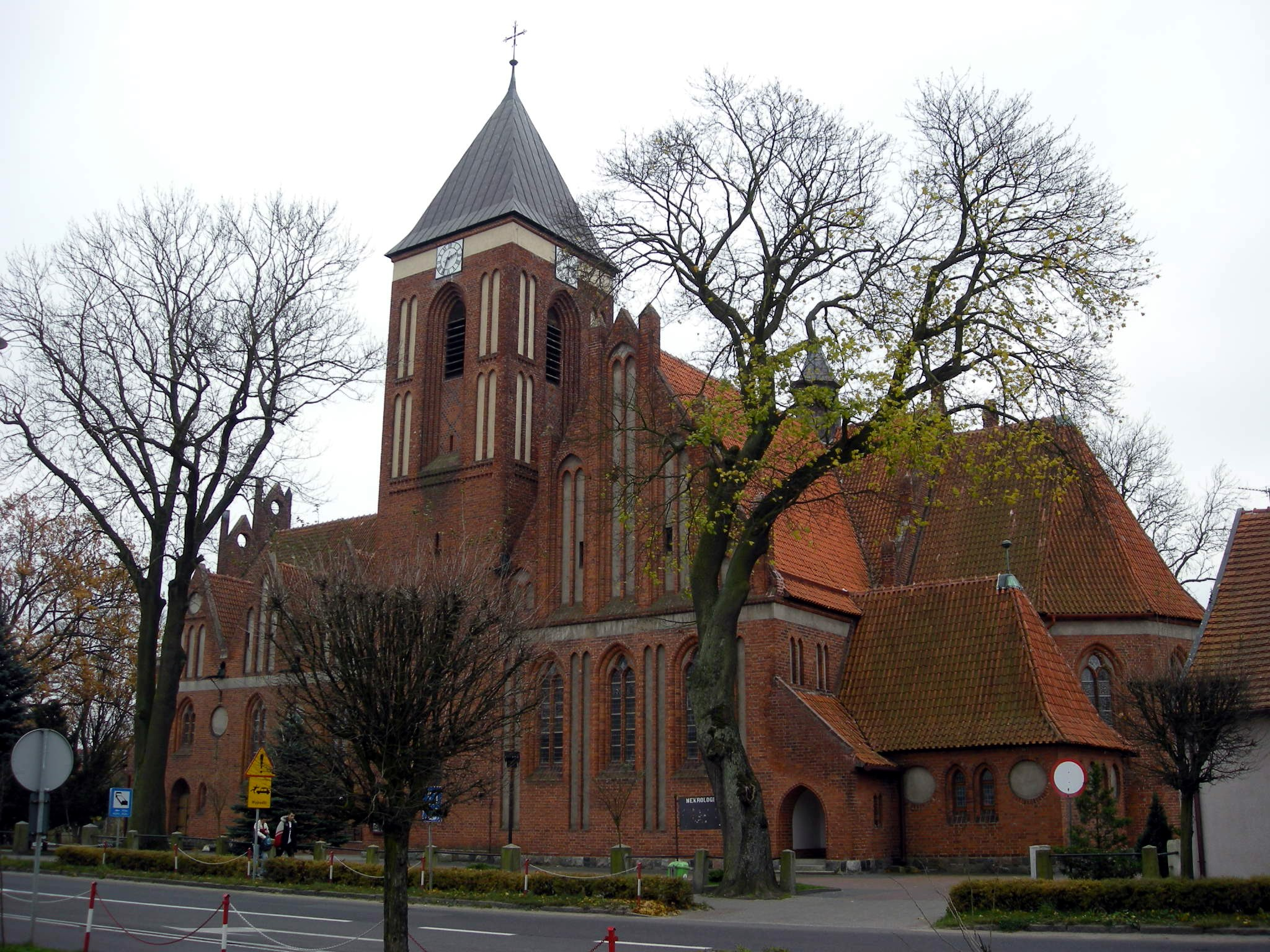
Kościół św. Marii Magdaleny

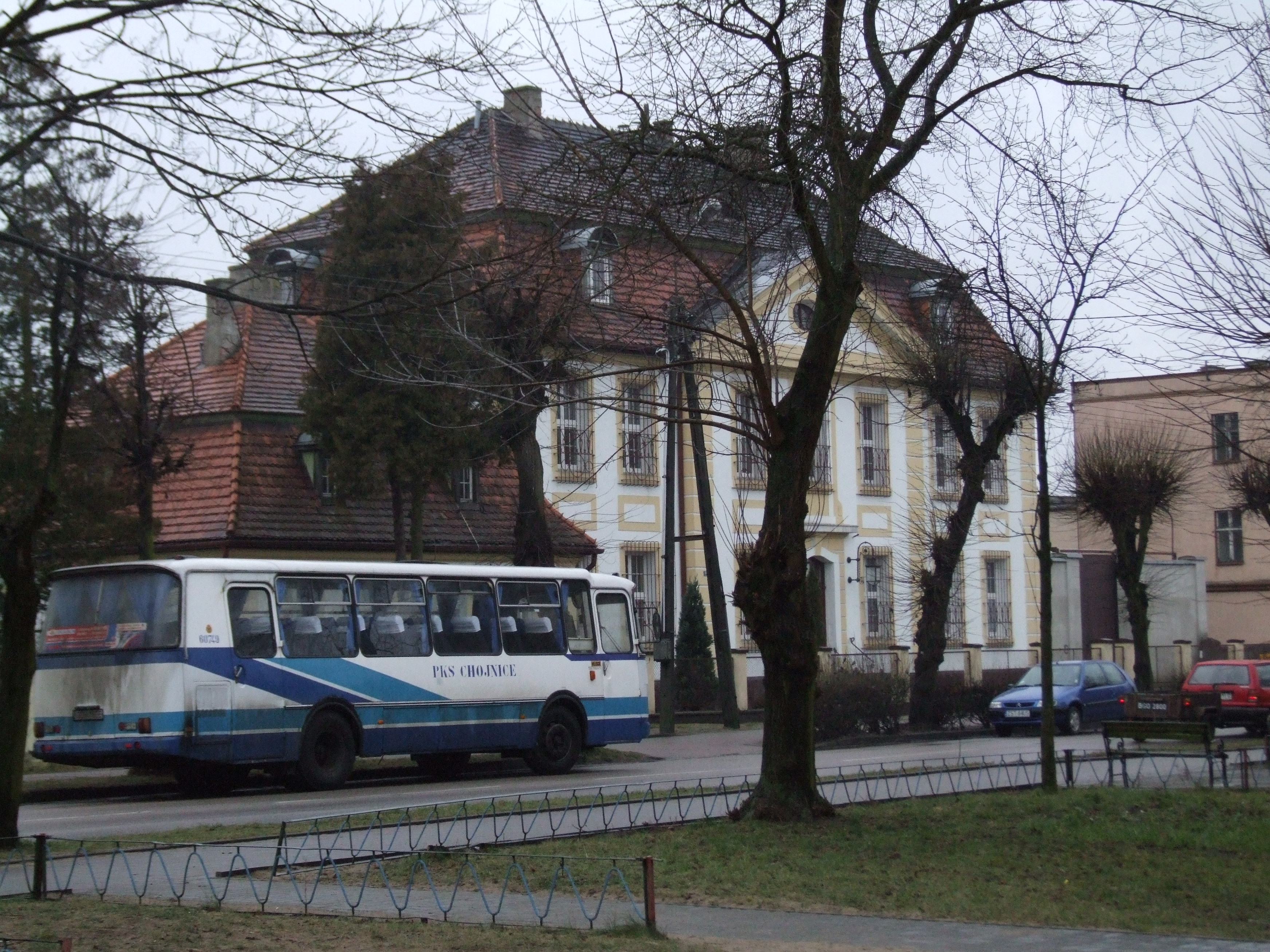
Budynek byłego sądu – obecnie Zakład Karny Czersk (po lewej stronie Autosan H9)

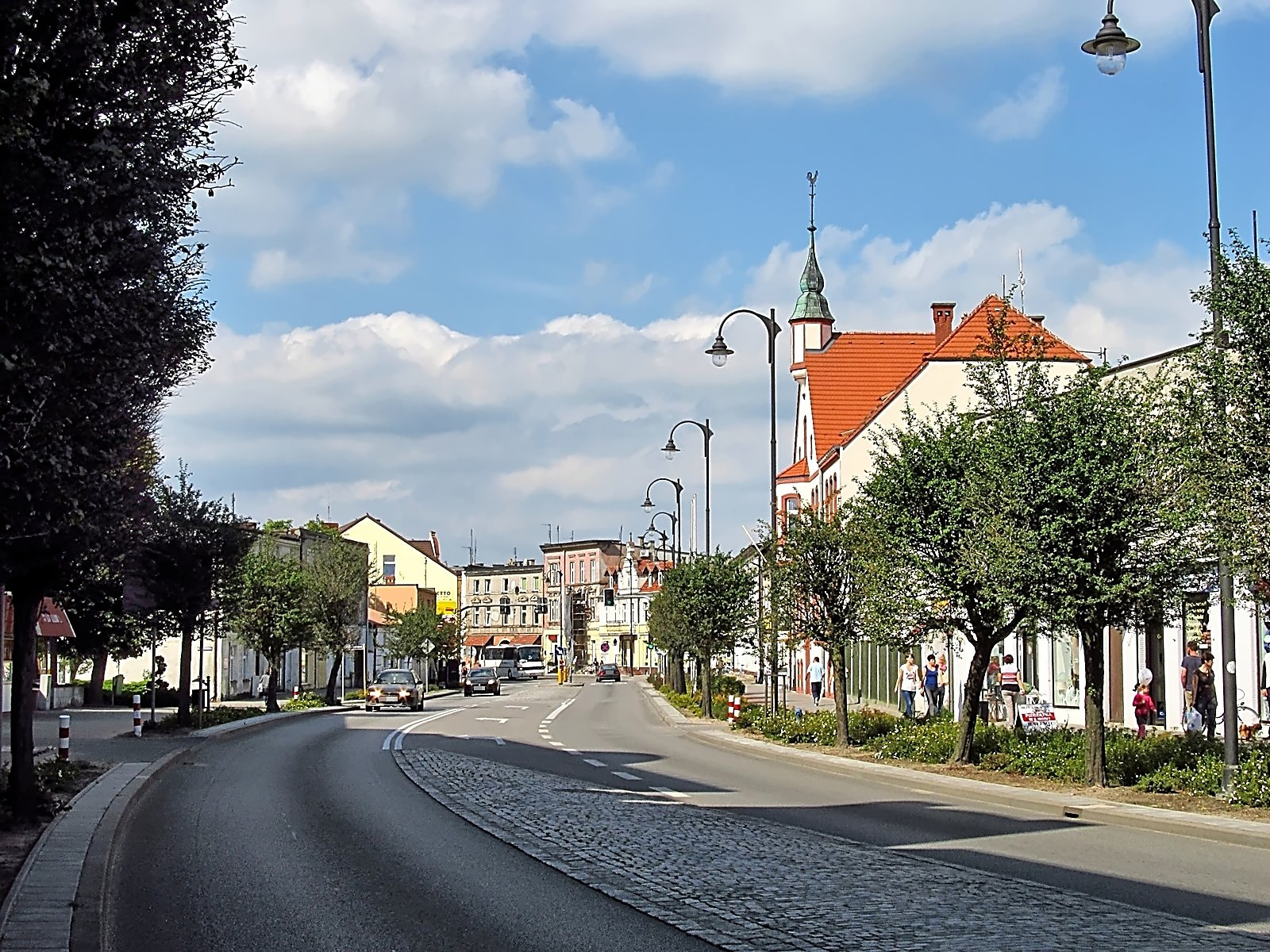
Ulica Kościuszki

W 1809 w Czersku, za zgodą właściciela dóbr czerskich Jana Warsza (Nepomuka Wazy) Dembińskiego, zorganizowano szkołę dla dzieci z tej wsi i okolic, fundując pensję nauczycielowi. Nauka odbywała się głównie w zimie, a dzieci czytały różne podręczniki gromadzone przez nauczyciela. Jan Dembiński na podstawie zarządzeń państwowych z 1816 przyznał prawo własności 16 gburom w zamian za pracę na jego gruntach przez określoną liczbę dni w tygodniu. Warunki te przez gburów nie zostały przyjęte i proces regulacji stosunków chłopskich w Czersku został zakończony w 1856, a nawet jeszcze w 1916 była rozpatrywana sprawa uprawnień tychże 16 gburów czerskich do połowu ryb.
21 lutego 1832 w Czersku zatrzymał się na nocleg jeden z pierwszych oddziałów powstania listopadowego maszerujący z Tczewa. Oddział liczył 120 szeregowych i 40 oficerów pod dowództwem Wincentego Pola. Wydarzenie to Wincenty Pol upamiętnił w swoim wierszu.
W latach 1828–1830 dokonano przebudowy tzw. traktu napoleońskiego przechodzącego przez Czersk wyznaczając tę szosę na trasę poczty królewskiej. W 1867 we wsi powstała pierwsza apteka, w 1870 uruchomiono ekspedycję pocztową z telegrafem zajmującą się również przewozem podróżnych, a w latach 1871–1873 przez Czersk wybudowano dwutorową linię kolejową z Berlina do Królewca i Gdańska w ramach sieci Preußische Ostbahn. Czersk uzyskał połączenie ze Szlachtą, a przez nią Laskowicami i Skórczem. Do Szlachty pierwszy pociąg ruszył 20 sierpnia 1908. Czersk stał się ośrodkiem przemysłu drzewnego. Jego rozwój ekonomiczny zaowocował tym, że w 1880 w Czersku był już Bank Ludowy, Spółka Rolniczo-Handlowa, a obok młyna wodnego – tartak (zwany wówczas piłą), cegielnia i browar. W ciągu roku odbywały się cztery wielkie targi kramne i na bydło.
W roku 1892 ówczesna wieś Czersk miała 3133 mieszkańców, w tym 2348 Polaków (75%), 615 Niemców (20%) i 170 Żydów (5%).
W kwietniu 1900 r. w miejscowości miały miejsce akty agresji wobec Żydów, głównie polegające na niszczeniu ich mienia. Powybijano szyby w synagodze i kilku domach. Interweniowała policja, strzelając do napastników. Było kilku rannych i wielu aresztowanych. Zajścia te były echem znacznie poważniejszych zamieszek antysemickich mających wówczas miejsce w nieodległych Chojnicach. 
Na przełomie XIX i XX wieku w Czersku powstała Fabryka Maszyn Rolniczych Victoria. Właściciele tej i innych fabryk i zakładów wyzyskiwali pracujących w nich robotników, co doprowadziło do fali strajków w latach 1904–1910. 
Od 5 listopada 1906 do 18 kwietnia 1907 w miejscowej szkole elementarnej odbył się strajk dzieci przeciwko nauczaniu religii w języku niemieckim. W strajku wzięło w sumie udział 207 dzieci. Dwóch z nich – Władysław Narloch i Antoni Wiśniewski – jako inicjatorzy strajku otrzymali karę chłosty po 12 kijów. Strajk był częścią znacznie większej akcji biernego oporu wobec pruskich władz szkolnych, która na przełomie 1906 i 1907 objęła ponad 460 (!) szkół w prowincji Prusy Zachodnie (tj. Pomorze Gdańskie, Krajnę, Powiśle, ziemię chełmińską i ziemię lubawską). Inspiracją dla strajków pomorskich były wcześniejsze działania dzieci w prowincji wielkopolskiej, ze słynnym strajkiem we Wrześni (1901) na czele. 
Miasto zwiększało liczbę mieszkańców w tamtym okresie przyrost był kilkusetprocentowy i przedstawiał się następująco:
| Rok  | Liczba mieszkańców |
| ---- | ------------------ |
| 1871 | 1800               |
| 1885 | 2700               |
| 1895 | 3308               |
| 1898 | 4190               |
| 1900 | 5361               |
| 1910 | 7100               |
| 1911 | 8000               |
| 1914 | 8300               |

### Okres międzywojenny
Na mocy traktatu wersalskiego w dniu 29 stycznia 1920 do Czerska wkroczyły wojska polskie, przejmując wieś w posiadanie polskie. W Czersku utworzono gminę jednostkową, a pierwszym sołtysem i wójtem (komisarycznym) został Józef Ostrowski. 14 maja 1926 ukazało się Rozporządzenie Rady Ministrów z 30 kwietnia 1926 r. o zezwoleniu gminie wiejskiej Czersk w powiecie chojnickim w województwie pomorskim na przyjęcie ustroju według pruskiej ordynacji miejskiej dla sześciu prowincyj wschodnich z dnia 30 maja 1853 r. (Dz.U. z 1926 r. nr 48, poz. 289) i zgodnie z wyznaczonym tam terminem 1 lipca 1926 Czersk otrzymał prawa miejskie. Pierwszym stałym burmistrzem był wybrany przez Radę Miejską Paweł Trybull. W 1927 w Czersku – już jako mieście – powstał Okręgowy Pomorski Inspektorat Straży Granicznej. Liczba mieszkańców miasta wynosiła:
| Rok  | Liczba mieszkańców |
| ---- | ------------------ |
| 1925 | 7675               |
| 1931 | 7843               |
| 1939 | 9000               |

W latach międzywojennych w Czersku funkcjonowało kilka fabryk mebli. Około 80% produkcji tych fabryk kierowane było na rynki Śląska i Warszawy, w mieście działała też odlewnia żelaza, wspomniana już fabryka maszyn rolniczych, 8 tartaków, 3 młyny parowe i jeden wodny oraz 2 browary. w mieście odbywały się systematycznie duże targi i jarmarki.
15 października 1928 oddano do eksploatacji linię kolejową z Czerska do Bąka, będący zarazem dogodnym połączeniem do Gdyni. W latach 1928–1929 wybudowano betonową szosę łączącą Czersk z Tucholą. W mieście powstawały nowe domy prywatne i komunalne. Zmodernizowano gazownię, założono system kanalizacji, uregulowano stosunki wodne.
Dotychczasowa szkoła prywatna o profilu czteroklasowym została przekształcona w sześcioklasową szkołę wydziałową. Do dwóch szkół 7-klasowych uczęszczało łącznie 813 dziewcząt i chłopców. W Czersku znajdowała się też ochronka i szkoła zawodowa. W Czersku funkcjonowała drukarnia i w mieście wychodziły następujące gazety:
| Tytuł                              | Lata wydawania | częstotliwość                |
| ---------------------------------- | -------------- | ---------------------------- |
| Czersker Wochenblatt               | 1898–1902      | tygodnik                     |
| Głos Ludu                          | 1922–1931      | 3 razy w tygodniu            |
| Głos Drobnych Rolników i Osadników | 1931           | bez ustalonej częstotliwości |
| Goniec Pomorski                    | 1922–1923      | bez ustalonej częstotliwości |
| Echo Borów Tucholskich             | 1928–1939      | 3 razy w tygodniu            |

Istotną część mieszkańców Czerska stanowili Niemcy – w 1910 30% ogółu ludności, w 1934 około 12%. Zajmowali oni w mieście silną pozycję ekonomiczną, będąc w posiadaniu około połowy jego zakładów przemysłowych. Sytuacja ta, szczególnie w kontekście złych stosunków polsko-niemieckich i bliskości granicy, powodowała poważne napięcia społeczne.
Nocą z 23 na 24 sierpnia 1939 na Pomorzu zarządzono niejawną, alarmową mobilizację. Do Czerska przybyli rezerwiści z okolicznych wsi i utworzono Batalion Obrony Narodowej Czersk, któremu nadano kryptonim 85. Baonu Piechoty. Jednostka ta po zmobilizowaniu liczyła około 900 żołnierzy (bez artylerii) i następnie weszła w skład Grupy Operacyjnej Czersk, której główny trzon stanowiła Pomorska Brygada Kawalerii. 28 sierpnia 1939 Grupa Operacyjna Czersk pod dowództwem gen. Stanisława Grzmot-Skotnickiego przeniosła miejsce dowodzenia z Tucholi do Czerska. Gen. Grzmot-Skotnicki oprócz Grupy Operacyjnej Czersk miał także w dyspozycji 81. Dywizjon Pancerny (stanowiący odwód dowódcy) oraz 1. pluton Eskadry towarzyszącej.

### II wojna światowa – działania w Czersku
W pierwszym dniu wojny, w godzinach 16–17, Batalion Obrony Narodowej Czersk odpierał napór nieprzyjaciela na stanowiskach obronnych rejonu Chojnice – Jezioro Charzykowskie. W wyniku zmasowanej ofensywy sił niemieckich wycofano się w rejon wsi Mylof. Straty własne wynosiły około 50–60%. W takim stanie nastąpiło wycofanie wojsk polskich w okolice Błądzimia i częściowe rozproszenie w Borach Tucholskich. Utrudnieniem były silne bombardowania samolotów niemieckich – znaczna część żołnierzy dostała się do niewoli niemieckiej.
Wojska niemieckie weszły do Czerska 3 września 1939 około godziny 10. Niemieckim komendantem miasta został Gross, który zorganizował aparat okupacyjnego terroru – placówki służby bezpieczeństwa, policji ochronnej (Schutzpolizei), żandarmerii (komendant Korsanke) i Gestapo. Rozebrano synagogę zbudowaną w 1868, a nazwę miasta zmieniono na Heiderode (25 kwietnia 1942).
Okupant przystąpił do systematycznej likwidacji polskiej inteligencji i osób, które zostały uznane za niebezpieczne dla III Rzeszy. 18 października 1939 za współpracę z partyzantami demonstracyjnie zamordowano rodzinę Jana Kiedrowskiego ze Strugi, a 4 listopada dokonano masowej egzekucji 28 mieszkańców Czerska w lesie pod Łukowem. Niemcy wywłaszczali Polaków i zsyłali ich do obozów koncentracyjnych.

## Kalendarium

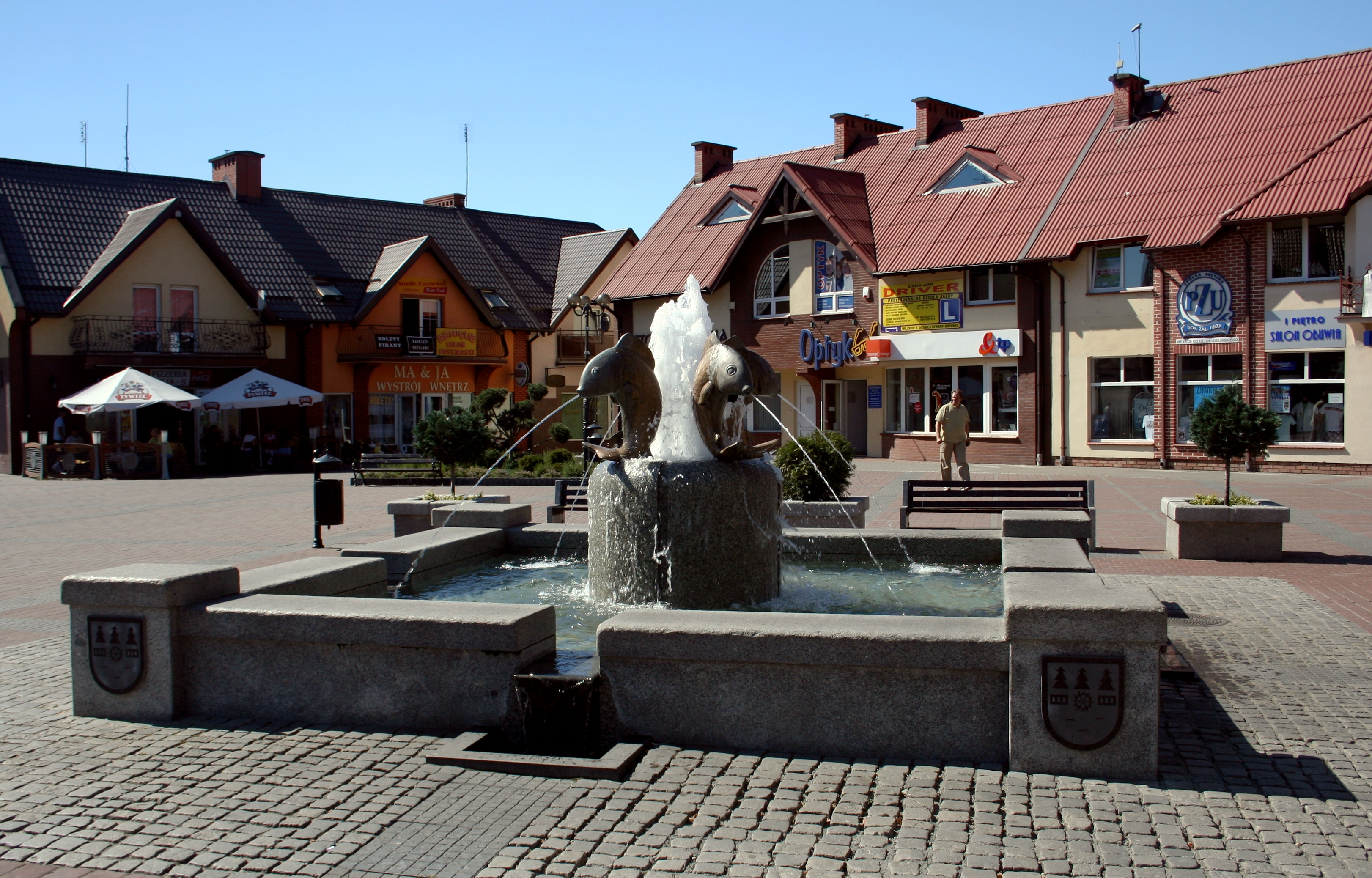
Fontanna na rynku w centrum miasta

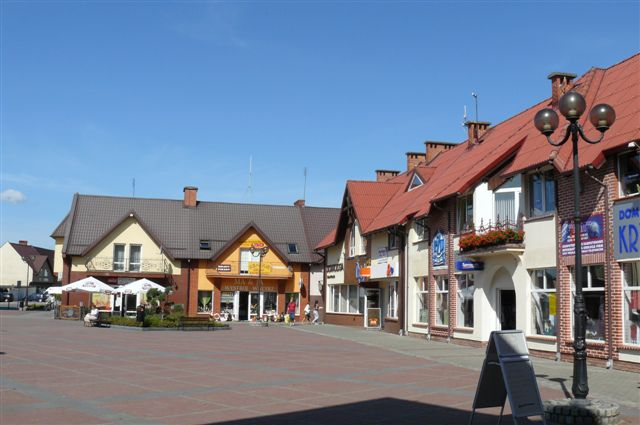
Centrum miasta

- XIII w. – pierwsze wzmianki o miejscowości (nazwa Czirsk)
- 1309 – wejście pod panowanie zakonu krzyżackiego
- 1382 – lokacja wsi na prawie chełmińskim
- 1466 – na mocy II pokoju toruńskiego włączenie w obszar Prus Królewskich
- XVII w. – zniszczenie wsi podczas wojen szwedzkich
- 1772 – wejście w obszar zaboru pruskiego
- 1873 – uzyskanie połączenia kolejowego, w wyniku czego następuje rozwój miasta i zapoczątkowanie rozwoju przemysłu drzewnego
- 1913 – zakończenie budowy obecnego kościoła parafialnego
- 1920 – ponownie w granicach Polski
- 1924 – wizyta prezydenta Stanisława Wojciechowskiego
- 1926 – nadanie praw miejskich
- 6 sierpnia 1928 – wizyta prezydenta Ignacego Mościckiego
- 1939–1945 – wcielenie do III Rzeszy (26 października 1939), egzekucje mieszkańców
- 25 kwietnia 1942 – okupacyjna administracja III Rzeszy wprowadza dla miasta okupacyjną nazwę niem. Heiderode
- 21 lutego 1945 – miasto zostaje zajęte przez żołnierzy Armii Czerwonej
- 1994–2002 – przebudowa centrum miasta

## Demografia
- Piramida wieku mieszkańców Czerska w 2014[13]:

## Zabytki

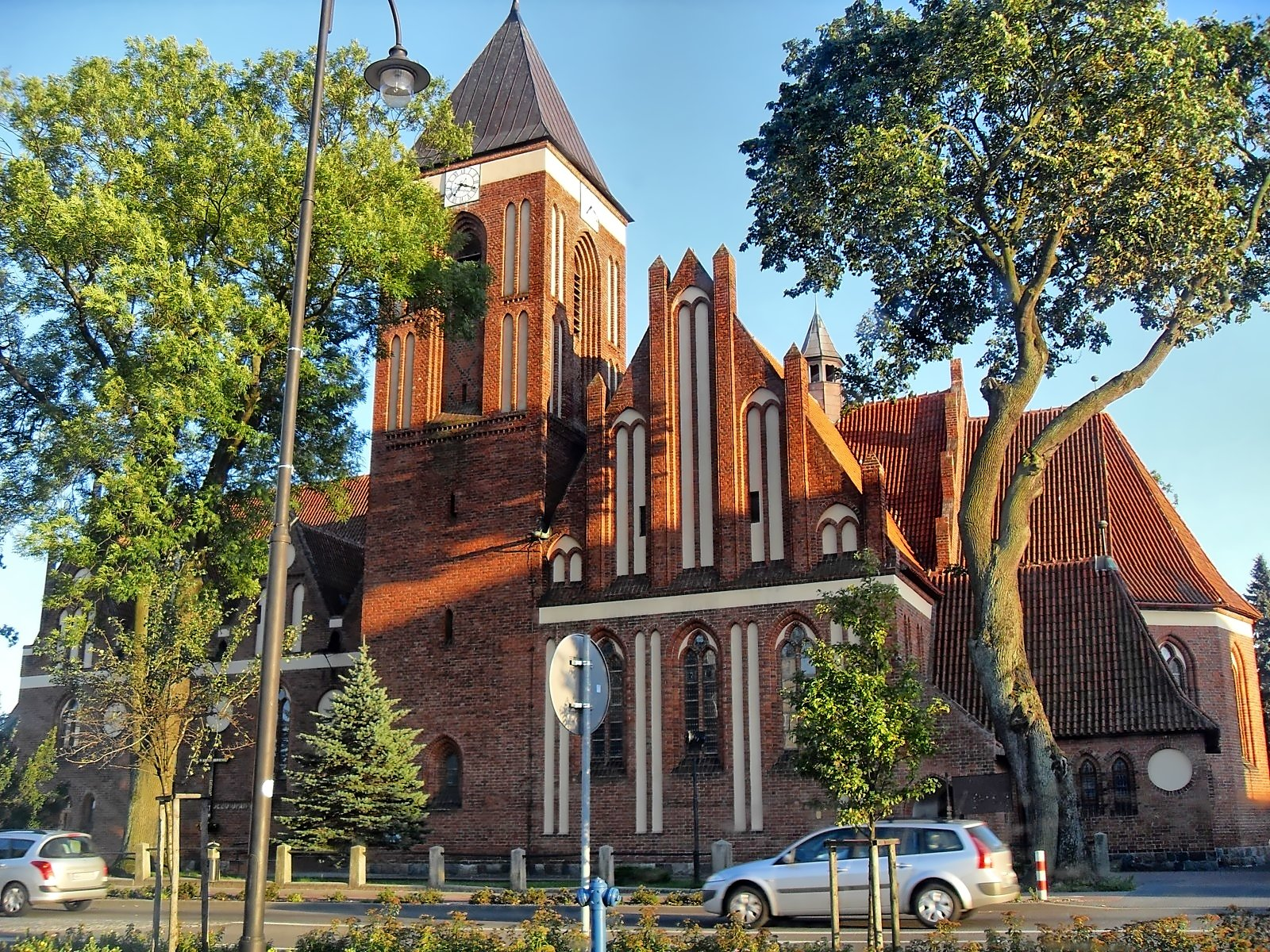
Kościół pw. Marii Magdaleny

- cmentarz parafialny św. Marii Magdaleny przy ul. Królowej Jadwigi (wpisany do rejestru zabytków nr A/249 z 5.11.1990)[14];
- kościół neogotycki św. Marii Magdaleny (nr rej. A-1228 z 22.02.2002)[14] wzniesiony w latach 1910–1913, halowy, trójnawowy, na planie krzyża, z wieżą o wysokości 40 metrów. Barokowy ołtarz Trójcy Świętej fundowany w 1611, pochodzący pierwotnie z katedry pelplińskiej, którego centralnym elementem jest obraz Trójcy Świętej pędzla Hermana Hana. Ołtarz Świętego Krzyża w stylu rokokowym z 1766, ołtarz Świętego Michała Archanioła z połowy XVIII wieku, drewniana chrzcielnica w stylu rokokowym z 1766, kropielnice – romańska z XIII wieku i gotycka z XV wieku. Organy w stylu baroku nadwiślańskiego z 1913;
- plebania przy kościele zbudowana w 1828 z cegły, z cechami klasycystycznymi. Budynek parterowy, wolno stojący, na planie prostokąta. Na osi budynku, od frontu niewielka sień. Dach dwuspadowy z tzw. powieką, kryty dachówką;
- Modernistyczny ratusz z ok. 1926 z cechami neogotyckimi, z wykuszem, zwieńczony szczytem;
- zespół sądu grodzkiego wybudowany w latach 1911–1913 wraz z budynkiem sędziego;
- szkoła ewangelicka z lat 1896–1897 (obecnie Zespół Szkół im. Jana Pawła II);
- szkoła z początku XX wieku (obecnie Zespół Szkół Licealnych);
- Dom dla małych dzieci z 1914 (obecnie przychodnia lekarska);
- zespół dworca kolejowego – dworzec z ok. 1900, budynek ekspedycji, dwie wieże ciśnień, 6 domów pracowniczych przy ul. Kolejowej;
- budynek poczty z ok. 1900;
- zajazd (obecnie restauracja) z końca XIX.

## Infrastruktura

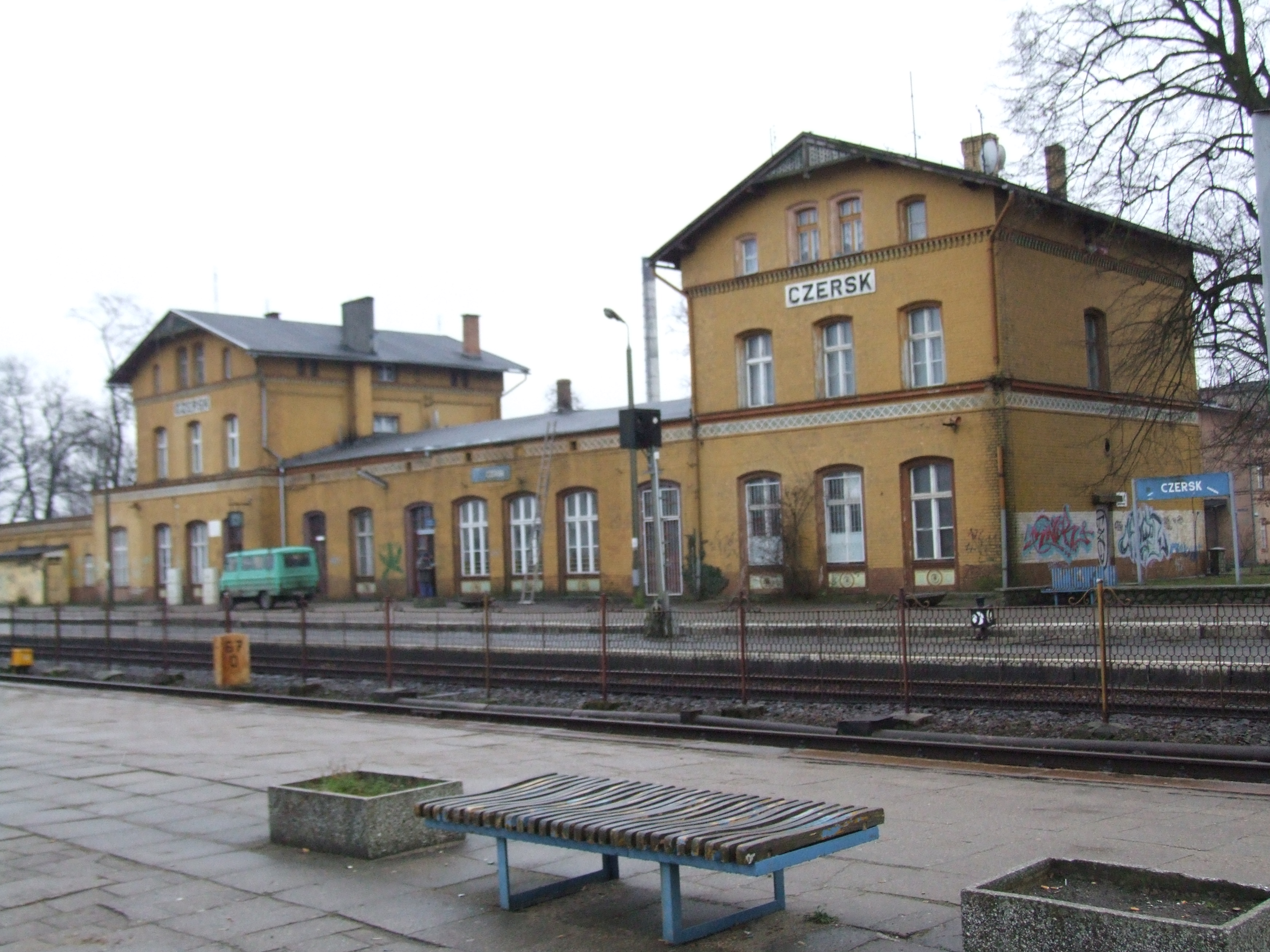
Dworzec kolejowy w Czersku

### Transport kolejowy
Przez miasto przebiegają dwie linie kolejowe:
- linia kolejowa nr 203 z Tczewa do Kostrzyna nad Odrą – dwutorowa linia niezelektryfikowana tzw. Ostbahn.

- linia kolejowa nr 215 z Laskowic Pomorskich do Bąka – jednotorowa linia niezelektryfikowana.

Do dyspozycji podróżnych jest stacja kolejowa Czersk. Miasto posiada bezpośrednie połączenia kolejowe z Tczewem, Chojnicami, Laskowicami Pomorskimi, Gdynią, Gorzowem Wielkopolskim, Kostrzynem. Pociągi zapewniają Arriva RP, Przewozy Regionalne oraz PKP Intercity.

### Transport drogowy

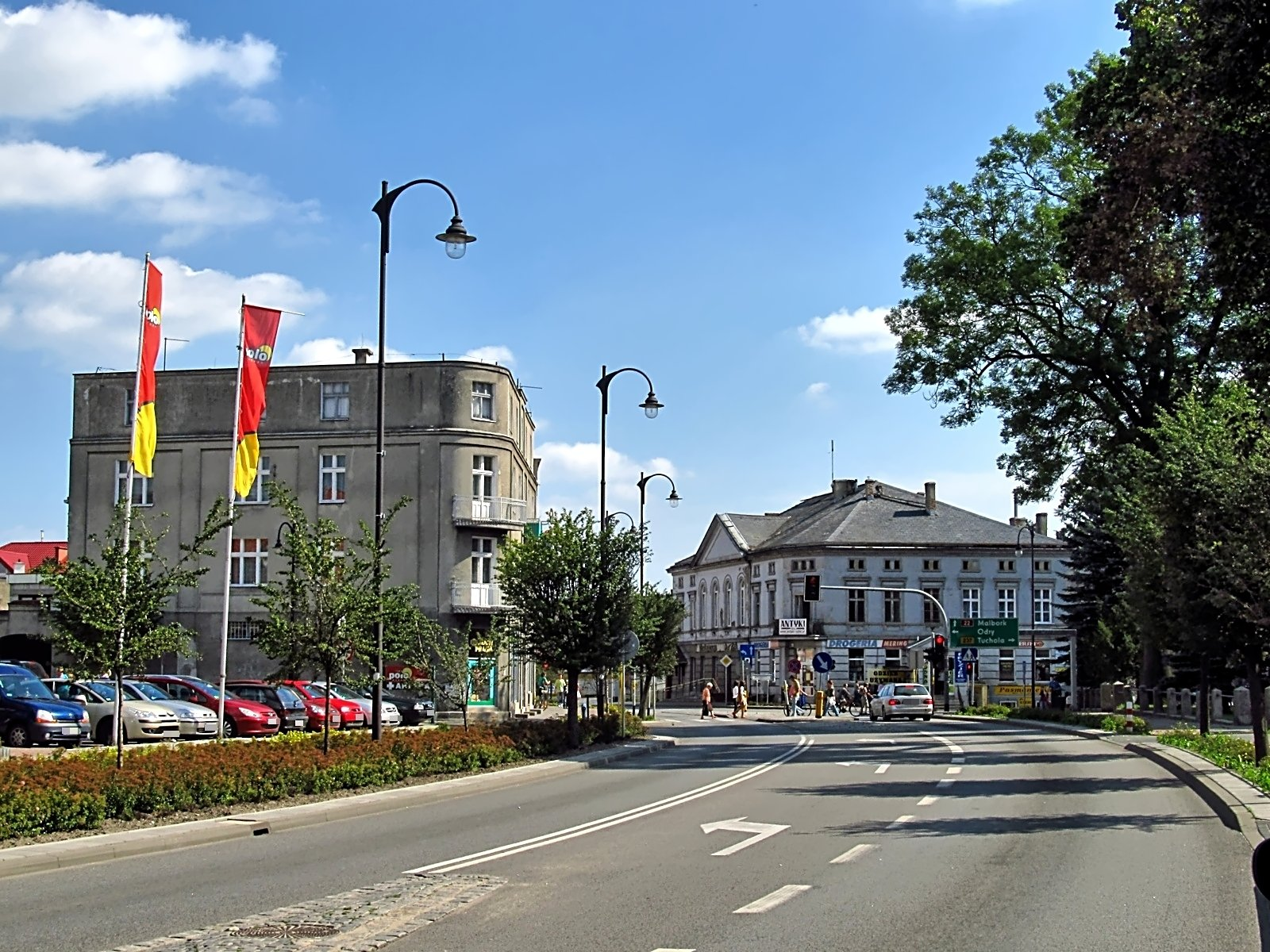
Skrzyżowanie głównych ulic

Przez teren miasta przebiegają następujące drogi:
- Droga krajowa nr 22: Grzechotki – Malbork – Starogard Gdański – Czersk – Chojnice – Człuchów – Wałcz – Gorzów Wielkopolski – Kostrzyn nad Odrą (główna droga przebiegająca przez miasto i gminę – popularnie zwana berlinką), stanowiąca połączenie Czerska z Trójmiastem, Piłą i Koszalinem.
- Droga wojewódzka nr 237: Mąkowarsko – Tuchola – Czersk, stanowiąca połączenie z Bydgoszczą.

Transport autobusowy w Czersku i okolicy zapewniają przedsiębiorstwa PKS Chojnice i prywatna firma Robus. Miasto posiada bezpośrednie połączenia autobusowe z Chojnicami, Tucholą, Kościerzyną, Karsinem, Czarną Wodą oraz mniejszymi miejscowościami w bliskiej okolicy.

## Wspólnoty wyznaniowe
- Parafia św. Marii Magdaleny w Czersku
- Świadkowie Jehowy: zbór Czersk (Sala Królestwa w Złotowie)[16].
- Kościół Zielonoświątkowy Biblia w Czersku

## Czersk w twórczości
Nocleg w Czersku
Hej panowie rodacy!

Wszak i w Czersku tu ludzie,

Wszak i my tu Polacy,

Prosimy spocząć po trudzie...
Krzyczy dziewcząt gromada,

My się za was modlili,

A tu chłopak powiada,

My już kosy ostrzyli.

## Miasta partnerskie
- Boizenburg/Elbe[17]